# Buzen
Buzen è una città giapponese della prefettura di Fukuoka.